# 네 윈
네 윈(버마어: နေဝင်း 네 윈, 본명: 슈마웅(버마어: ရှုမောင် 슈 마웅), 1911년 5월 24일~2002년 12월 5일)은 버마의 정치가, 독립운동가, 군인이다. 독립 후, 군 참모총장, 혁명평의회 의장, 대통령, 버마 사회주의 계획당(BSPP) 의장을 맡았지만 독재자로 비난받았다.
1911년에 하카계 중국인의 피를 가진 버마족 가정에서 태어나 의사를 희망하고 있었지만 포기해 랑군 대학을 중퇴했다. 우체국원을 거쳐 우리버마인연합에 가입했다. 원장 루트 괴멸을 위해 버마에 눈을 돌린 일본군과 임시 동맹을 했다. 1941년 2월에 아웅산이 인솔하는 청년 활동가 그룹 '30인의 지사'의 한 명으로서 일본에 의해 하이난섬에서 혹독한 군사 훈련을 받았다. 그들은 12월에 방콕으로 이동해 버마 독립 의용군을 결성했다. 네윈은 국내 교란을 목적으로 하는 게릴라반의 반장으로서 1942년 1월에 일본군과 함께 영국 주둔군 사령부가 있는 버마로 진군했다. 전투 후 일본의 패세가 분명해진 1945년 3월에 네윈의 의용군들은 대일 반란을 일으켜 일본군을 공격했다.
영국의 복귀를 거쳐 1948년 버마는 독립하지만, 그 직후부터 반란이 계속되었다. 이 때 국군의 최고 지휘관(국방장관)이었던 네윈은 정부를 지키려 한다면서 1962년 쿠데타를 결행해 정권을 잡았다. 버마의 독자적인 사회주의 정책(버마식 사회주의)을 채택했고 혁명 평의회 의장을 거쳐 1974년부터 7년 후에 사직할 때까지 대통령이 되었다. 사직 후에도 버마 사회주의 계획당 (BSPP) 의장을 임하며 국정에 군림했다. 이 기간에 버마는 외교에서는 엄정한 중립 정책을 취해 주변 제국의 혼란에 말려 들어가지 않았지만, 경제 정책에서는 완전히 실패해 세계의 최빈국으로 전락했다.
1988년에 국민의 불만이 폭발한 민주화 요구 데모(8888 항쟁)가 발생했다. 여기에 책임을 져 당 의장을 사임했지만, 이 때에도 연설로는 '군은 국민에게 총구를 향한다.'라면서 민주화 세력을 견제했다. 사임 후에도 은연의 영향력을 가져 만년에는 지금까지 외교에서의 중립적 자세에도 불구하고 미국을 비판하고 있었다.